# Gelis elymi
Gelis elymi là một loài tò vò trong họ Ichneumonidae.